# Arctic Race of Norway 2023
La Arctic Race of Norway 2023, decima edizione della corsa e valevole come trentacinquesima prova dell'UCI ProSeries 2023 categoria 2.Pro, si svolse dal 17 al 20 agosto 2023 su un percorso di 662,9 km, con partenza da Kautokeino e arrivo a Nordkapp, in Norvegia. La vittoria fu appannaggio del britannico Stephen Williams, il quale completò il percorso in 15h38'06", precedendo l'italiano Christian Scaroni e lo statunitense Kevin Vermaerke.

## Tappe
| Tappa  | Data      | Percorso               | km    | Vincitore di tappa  | Leader cl. generale |
| ------ | --------- | ---------------------- | ----- | ------------------- | ------------------- |
| 1ª     | 17 agosto | Kautokeino > Alta      | 171,0 | Alberto Dainese     | Alberto Dainese     |
| 2ª     | 18 agosto | Alta > Hammerfest      | 153,5 | Michele Gazzoli     | Noah Hobbs          |
| 3ª     | 19 agosto | Hammerfest > Havøysund | 167,0 | Stephen Williams    | Stephen Williams    |
| 4ª     | 20 agosto | Kvalsund > Nordkapp    | 171,4 | Clément Champoussin | Stephen Williams    |
| Totale | Totale    | Totale                 | 662,9 |                     |                     |

## Squadre e corridori partecipanti
| N.    | Cod. | Squadra                |
| ----- | ---- | ---------------------- |
| 1-6   | DSM  | Team DSM-Firmenich     |
| 11-16 | IPT  | Israel-Premier Tech    |
| 21-26 | COF  | Cofidis                |
| 31-35 | LTK  | Lidl-Trek              |
| 41-45 | NOR  | Norvegia               |
| 51-56 | HPM  | Human Powered Health   |
| 61-66 | ARK  | Team Arkéa-Samsic      |
| 71-76 | Q36  | Q36.5 Pro Cycling Team |
| 81-86 | UXT  | Uno-X Pro Cycling Team |

| N.      | Cod. | Squadra                          |
| ------- | ---- | -------------------------------- |
| 91-96   | AQT  | Astana Qazaqstan Team            |
| 101-106 | JAY  | Team Jayco AlUla                 |
| 111-116 | EKP  | Equipo Kern Pharma               |
| 121-126 | TFB  | Team Flanders-Baloise            |
| 131-136 | BWB  | Bingoal WB                       |
| 141-146 | BBH  | Burgos-BH                        |
| 151-156 | TCR  | Team Coop-Repsol                 |
| 161-166 | TRI  | Trinity Racing                   |
| 171-175 | CGF  | Équipe continentale Groupama-FDJ |

## Dettagli delle tappe

### 1ª tappa
- 17 agosto: Kautokeino > Alta – 171 km

Risultati
| Pos. | Corridore       | Squadra | Tempo    |
| ---- | --------------- | ------- | -------- |
| 1    | Alberto Dainese | DSM     | 4h06'07" |
| 2    | Noah Nobbs      | EC FDJ  | s.t.     |
| 3    | C. Champoussin  | Arkéa   | s.t.     |

| Pos. | Corridore       | Squadra | Tempo    |
| ---- | --------------- | ------- | -------- |
| 1    | Alberto Dainese | DSM     | 4h05'57" |
| 2    | Noah Hobbs      | EC FDJ  | a 4"     |
| 3    | Lewis Bower     | EC FDJ  | s.t.     |

### 2ª tappa
- 18 agosto: Alta > Hammerfest – 153,5 km

Risultati
| Pos. | Corridore         | Squadra | Tempo    |
| ---- | ----------------- | ------- | -------- |
| 1    | Michele Gazzoli   | Astana  | 3h28'35" |
| 2    | Christian Scaroni | Astana  | s.t.     |
| 3    | Jonathan Lastra   | Cofidis | s.t.     |

| Pos. | Corridore       | Squadra | Tempo    |
| ---- | --------------- | ------- | -------- |
| 1    | Noah Hobbs      | EC FDJ  | 7h34'31" |
| 2    | Alberto Dainese | DSM     | a 1"     |
| 3    | Michele Gazzoli | Astana  | s.t.     |

### 3ª tappa
- 19 agosto: Hammerfest > Havøysund – 167 km

Risultati
| Pos. | Corridore         | Squadra | Tempo    |
| ---- | ----------------- | ------- | -------- |
| 1    | Stephen Williams  | Israel  | 4h02'58" |
| 2    | C. Champoussin    | Arkéa   | s.t.     |
| 3    | Christian Scaroni | Astana  | s.t.     |

| Pos. | Corridore         | Squadra | Tempo     |
| ---- | ----------------- | ------- | --------- |
| 1    | Stephen Williams  | Israel  | 11h37'28" |
| 2    | Christian Scaroni | Astana  | a 1"      |
| 3    | T. H. Johannessen | Uno-X   | a 9"      |

### 4ª tappa
- 20 agosto: Kvalsund > Nordkapp – 171,4 km

Risultati
| Pos. | Corridore            | Squadra  | Tempo    |
| ---- | -------------------- | -------- | -------- |
| 1    | C. Champoussin       | Arkéa    | 4h00'38" |
| 2    | Odd Christian Eiking | Norvegia | s.t.     |
| 3    | Michele Gazzoli      | Astana   | s.t.     |

| Pos. | Corridore         | Squadra | Tempo     |
| ---- | ----------------- | ------- | --------- |
| 1    | Stephen Williams  | Israel  | 15h38'06" |
| 2    | Christian Scaroni | Astana  | a 1"      |
| 3    | Kevin Vermaerke   | DSM     | a 9"      |

## Evoluzione delle classifiche
| Tappa              | Vincitore           | Classifica generale Maglia del sole di mezzanotte | Classifica a punti Maglia azzurra | Classifica scalatori Maglia pavone | Classifica giovani Maglia bianca e rossa | Classifica a squadre Numero giallo | Premio combattività Numero rosso |
| ------------------ | ------------------- | ------------------------------------------------- | --------------------------------- | ---------------------------------- | ---------------------------------------- | ---------------------------------- | -------------------------------- |
| 1ª                 | Alberto Dainese     | Alberto Dainese                                   | Alberto Dainese                   | Vincent Van Hemelen                | Alberto Dainese                          | Team Arkéa-Samsic                  | Johan Ravnøy                     |
| 2ª                 | Michele Gazzoli     | Noah Hobbs                                        | Noah Hobbs                        | Vincent Van Hemelen                | Noah Hobbs                               | Astana Qazaqstan Team              | non assegnato                    |
| 3ª                 | Stephen Williams    | Stephen Williams                                  | Christian Scaroni                 | Vincent Van Hemelen                | Tobias Halland Johannessen               | Israel-Premier Tech                | Vincent Van Hemelen              |
| 4ª                 | Clément Champoussin | Stephen Williams                                  | Clément Champoussin               | Vincent Van Hemelen                | Kevin Vermaerke                          | Israel-Premier Tech                | Walter Calzoni                   |
| Classifiche finali | Classifiche finali  | Stephen Williams                                  | Clément Champoussin               | Vincent Van Hemelen                | Kevin Vermaerke                          | Israel-Premier Tech                | Walter Calzoni                   |

Maglie indossate da altri ciclisti in caso di due o più maglie vinte
- Nella 2ª tappa Noah Hobbs ha indossato la maglia azzurra al posto di Alberto Dainese e Lewis Bower ha indossato quella bianca e rossa al posto di Alberto Dainese.
- Nella 3ª tappa Alberto Dainese ha indossato la maglia azzurra al posto di Noah Hobbs e Michele Gazzoli ha indossato quella bianca e rossa al posto di Noah Hobbs.

## Classifiche finali

### Classifica generale - Maglia del sole di mezzanotte
| Pos. | Corridore            | Squadra     | Tempo     |
| ---- | -------------------- | ----------- | --------- |
| 1    | Stephen Williams     | Israel      | 15h38'06" |
| 2    | Christian Scaroni    | Astana      | a 1"      |
| 3    | Kevin Vermaerke      | DSM         | a 9"      |
| 4    | T. H. Johannessen    | Uno-X       | s.t.      |
| 5    | Dylan Teuns          | Israel      | a 11"     |
| 6    | Matthew Dinham       | DSM         | a 12"     |
| 7    | Guillaume Martin     | Cofidis     | s.t.      |
| 8    | Roger Adrià          | Kern Pharma | s.t.      |
| 9    | Kamiel Bonneu        | Flanders    | a 19"     |
| 10   | C. B. Christohpersen | Coop        | a 20"     |

### Classifica a punti - Maglia azzurra
| Pos. | Corridore         | Squadra | Punti |
| ---- | ----------------- | ------- | ----- |
| 1    | C. Champoussin    | Arkéa   | 36    |
| 2    | Christian Scaroni | Astana  | 27    |
| 3    | Noah Hobbs        | EC FDJ  | 26    |
| 4    | Michele Gazzoli   | Astana  | 24    |
| 5    | T. H. Johannessen | Uno-X   | 20    |

### Classifica scalatori - Maglia pavone
| Pos. | Corridore        | Squadra  | Punti |
| ---- | ---------------- | -------- | ----- |
| 1    | V. Van Hemelen   | Flanders | 26    |
| 2    | Johan Ravnøy     | Coop     | 9     |
| 3    | Stephen Williams | Israel   | 6     |
| 4    | Walter Calzoni   | Q36.5    | 6     |
| 5    | Lewis Bower      | EC FDJ   | 6     |

### Classifica giovani - Maglia bianca
| Pos. | Corridore         | Squadra     | Tempo     |
| ---- | ----------------- | ----------- | --------- |
| 1    | Kevin Vermaerke   | DSM         | 15h38'15" |
| 2    | T. H. Johannessen | Uno-X       | s.t.      |
| 3    | Matthew Dinham    | DSM         | a 3"      |
| 4    | Roger Adrià       | Kern Pharma | s.t.      |
| 5    | Kamiel Bonneu     | Flanders    | a 10"     |

### Classifica a squadre
| Pos. | Squadra                | Tempo     |
| ---- | ---------------------- | --------- |
| 1    | Israel-Premier Tech    | 46h55'54" |
| 2    | Cofidis                | a 1'02"   |
| 3    | Equipo Kern Pharma     | a 1'14"   |
| 4    | Uno-X Pro Cycling Team | a 1'45"   |
| 5    | Q36.5 Pro Cycling Team | a 1'50"   |